# بازار کرمان
بازار بزرگ کرمان از میدان ارگ شروع و به میدان مشتاقیه ختم می‌شود. هر بخش از بازار کرمان در زمان یکی از فرمانروایان این شهر ساخته شده و به خاطر برخی ویژگی‌هایش در ایران منحصربه‌فرد و دارای شهرت جهانی است. این بازار طولانی‌ترین راسته بازار ایران محسوب می‌شود و عمدتاً پس از سده هشتم هجری قمری ساخته شده است. این اثر در تاریخ ۲۵ اردیبهشت ۱۳۸۰ با شمارهٔ ثبت ۳۸۵۶ به‌عنوان یکی از آثار ملی ایران به ثبت رسیده است.

## قسمت‌های مختلف بازار کرمان

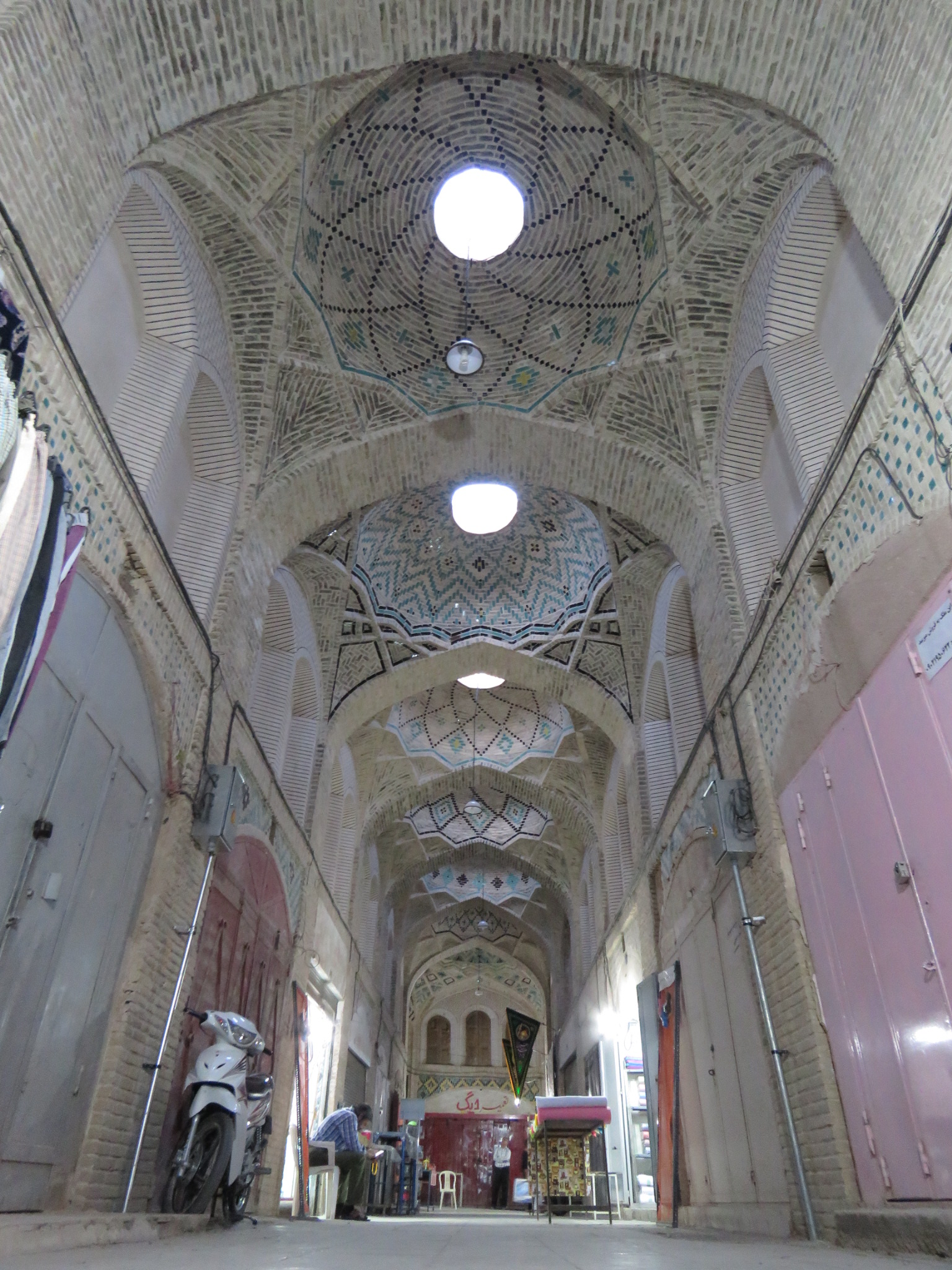
بازار کرمان

بازار بزرگ کرمان شامل قسمت‌های مختلفی است که برخی از آن‌ها مانند بازار وکیل، بازار اختیاری، بازار گنجعلی خان و … قسمتی از راسته بازار هستند و برخی دیگر مانند بازار قلعه و بازار سردار و … به صورت راسته‌های متقاطع با راسته بازار هستند یا تیمچه‌هایی اند که به بازار بزرگ راه دارند. این قسمت‌ها شامل موارد زیر هستند:

### بازار ارگ
اولین بخش بازار ارگ است که از میدان ارگ شروع می‌شود و تا چهار سوق گنجعلی خان ادامه دارد. این بازار به دو بخش فرعی تر به نام‌های «بازار نقارخانه» و «بازار سراجی» تقسیم می‌شود.

### چهار سوق گنجعلی خان
محل تقاطع دو راسته بازار را چهار سوق می‌گویند. به دلیل برخورد تقاطع دو راسته بازار در محل چهار سوق گنجعلی خان در گذشته این مکان مهم‌ترین و پرترافیک‌ترین نقطه شهر محسوب می‌شد. در این تقاطع، بازار گنجعلیخان، بازار ارگ، بازار مسگری و بازار میدان قلعه به هم می‌رسند. این چهار سوق جز مجموعه گنجعلیخان است. نمای داخلی این چهار سوق با گچبری جالب و نقاشی‌های با رنگ و روغن با اینکه ۴۰۰ سال از ترسیم آن‌ها می‌گذرد هنوز زیبایی خود را حفظ کرده‌اند تا قبل از ورود معماری جدید و تداخل معماری غربی، گنبدهای بازار به صورت یک باند به هم پیوسته بوده و از مرتفع‌ترین بناهای شهر بعد از مسجد جامع محسوب و از مرتفع‌ترین گنبدهای شهر به‌شمار می‌آمده است.

### بازار گنجعلی خان
بازار گنجعلی خان حد فاصل بین چهار سوق و بازار اختیاری است. سبک معماری بسیار جالبی را از عصر صفوی به یاد گذاشته و در بخش جنوبی میدان گنجعلی خان قرار گرفته است. در سمت راست این بازار حمام تاریخی و زیبای گنجعلی خان و هجده مغازه دارد و در سمت چپ آن طاقنماهایی طراحی شده‌اند که منظره زیبایی را نشان می‌دهند.

### بازار اختیاری
بازار اختیاری چهارمین قسمت بازار کرمان است که از انتهای بازار جنوبی گنجعلی خان شروع می‌شود و تا اول بازار وکیل امتداد می‌یابد. عناصر موجود در این بخش از بازار می‌توان مدرسه شیخیه، کاروانسرای گلشن، سه بازارچه سرداری و در انتهای آن حمام یا چایخانه سنتی وکیل را نام برد.

### بازار وکیل کرمان
بازار وکیل کرمان درانتهای بازار اختیاری و مجموعه وکیل واقع شده است. به دستور محمد اسماعیل خان وکیل الملک حاکم کرمان در ۱۲۸۲ ه-. ق (۱۸۵۶ میلادی) و پسرش مرتضی قلی خان وکیل ثانی و اولادش مجموعه بزرگی شامل کاروانسرا، بازار، حمام، مسجد، ساخته شده که هنوز هم به نام وکیل خوانده می‌شود و بازار آن از زیباترین بازارهاست. بخش تجاری که بازار وکیل خوانده می‌شود بین مسجد جامع و ارگ قرار گرفته بود.

### بازار سردار
بازار سردار به صورت چند بازارچه متقاطع است که با سه راسته اصلی که در حاشیه بازار قرار دارند به بازار اختیاری متصل می‌شود. اکثریت قریب به اتفاق مغازه‌های آن پارچه فروشی است. سطح کف این بازار چند پله از راسته بازار پایین‌تر است. این بازار از معماری بسیار زیبایی برخوردار است.

### بازار مظفری
بازار مظفری از انتهای بازار وکیل شروع و به خیابان میرزا رضای کرمانی ختم می‌شود بازار مظفری جزو مجموعه امیر محمد مظفر است و از پدیده‌های این بخش از بازار می‌توان از تکیه (صفه) عزاخانه، بازار قدمگاه، و مسجد جامع کرمان نام برد.

### بازار قلعه محمود
بازار قلعه محمود اولین بخش از بازار شمالی جنوبی است در جنوبی‌ترین بخش ان واقع شده به اولین بخش از این بازار بازار دروازه ریگ آباد نیز می‌گویند. در گذشته این بازار اهمیت بیشتری داشته و هنوز هم آهنگری‌ها به سبک قدیم در این بخش از بازار به چشم می‌خورند.

### بازار میدان قلعه
بازار میدان قلعه از خیابان امام خمینی رو به روی بازار قلعه محمود شروع و به چهار سوق گنجعلی خان ختم می‌شود. به سبب نزدیکی به بازارهای شرقی _ غربی اهمیت آن از بازار قلعه محمود بیشتر است و رونق اقتصادی بیشتری دارد.
مجموعه بازار کرمان شامل بازارهای دیگری نیز می‌باشد. از آن جمله می‌توان به بازار قدمگاه، بازار عطاری، بازار کفاش‌ها و … اشاره کرد.

### بازار مسگری
بازار مسگری در حاشیه میدان گنجعلی خان واقع است. در این بازار مغازه‌هایی یافت می‌شود که محصولات هنرمندانه پرنقش و نگار مسی را ارائه می‌کنند.

### بازار زرگری
بازار زرگری که به قیصریه نیز شهرت دارد، شمال- جنوبی است و از گوشه شمال شرقی میدان گنجعلی خان آغاز می‌شود.

### بازار کفاش‌ها
بازار کفاش‌ها از انتهای بازار حاج‌آقا علی شروع و به موازات بازار ابراهیم خان ادامه می‌یابد و به سرای گلشن ختم می‌شود؛ و جهت آن شمالی - جنوبی است. این بازار سرپوشیده است. کاروان‌سرای جر در سمت چپ و کاروانسرای میرزا حسین خان در سمت راست آن واقع شده‌اند. تعداد مغازه‌ها و حجره‌های آن بیش از ۱۶۰ باب است.

### بازار کلاه مالی
بازار کلاه مالی کرمان در حد فاصل بازار شمالی میدان گنجعلی خان و بازار کفاش‌ها واقع شده و ۱۳ باب مغازه دارد. در سمت راست این بازار مدرسه گنجعلی خان واقع شده است و در سمت چپ آن مجموعه ابراهیم خان و یکی از درب‌های کاروانسرای میرزا حسین خان قرار دارد.

## نگارخانه

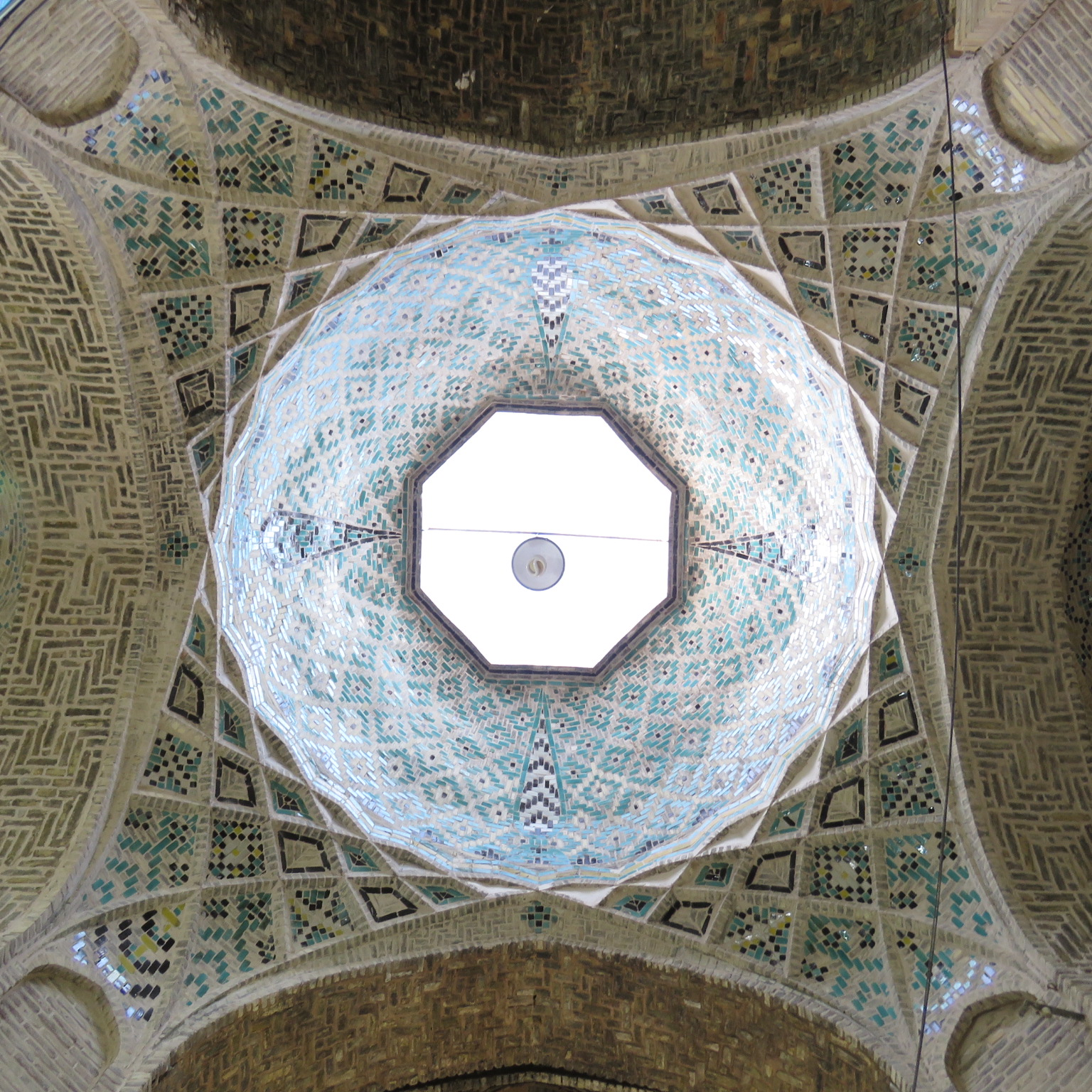
بازار سردار
بازار کرمان
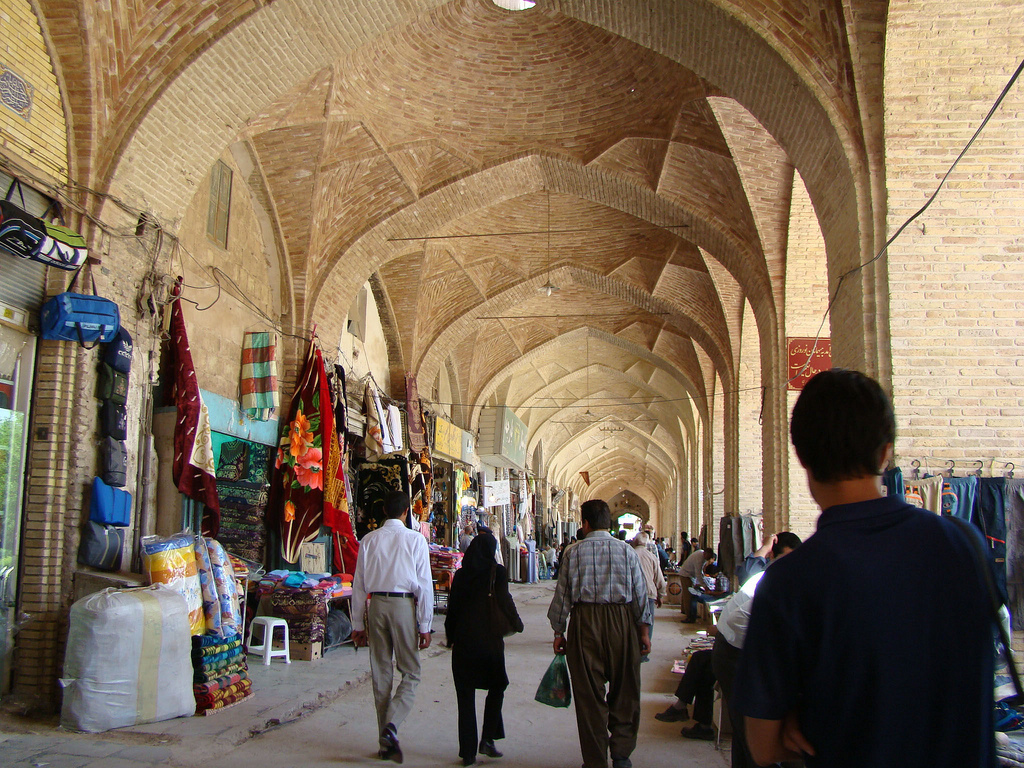
بازار کرمان
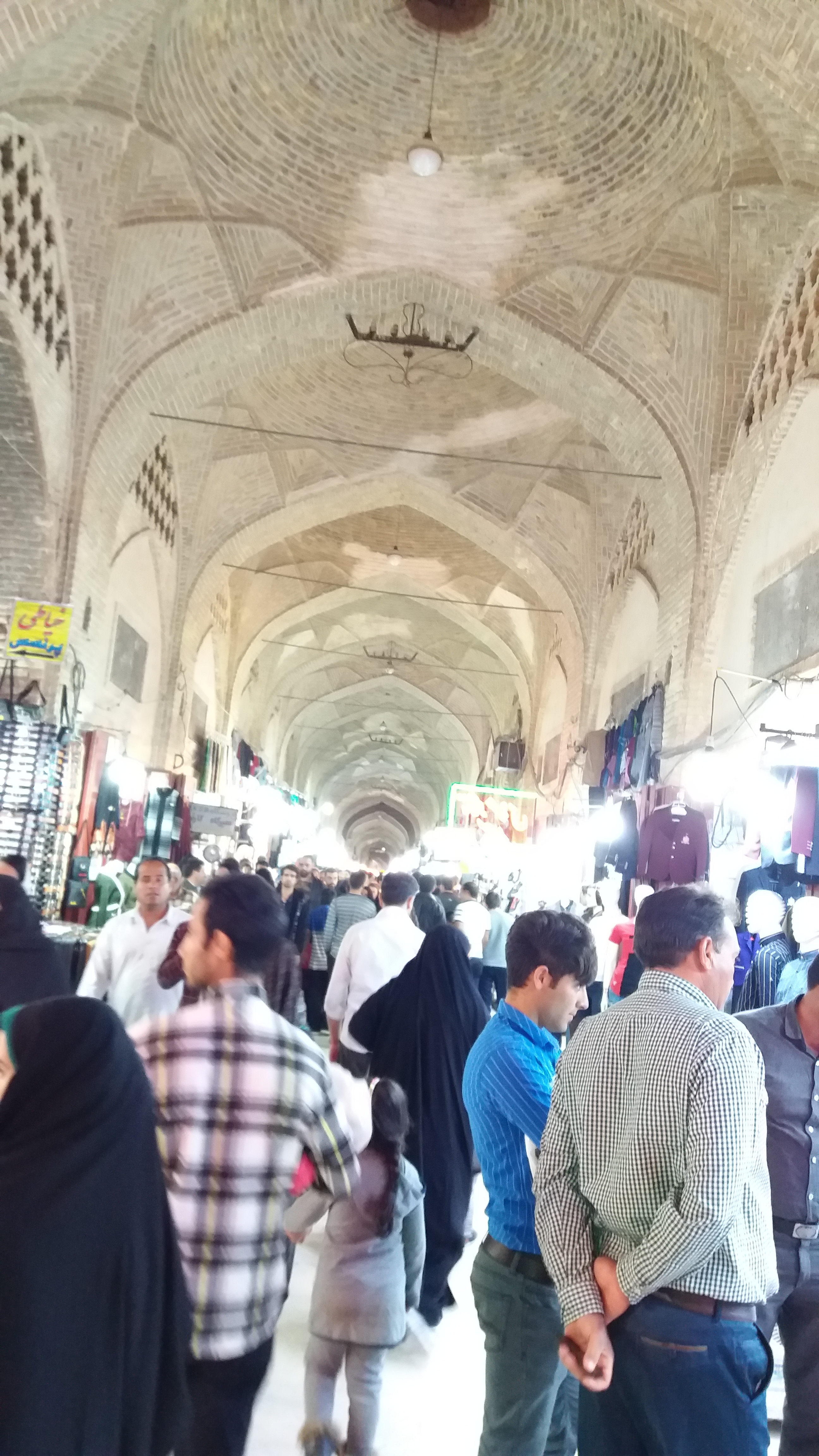
بازار کرمان
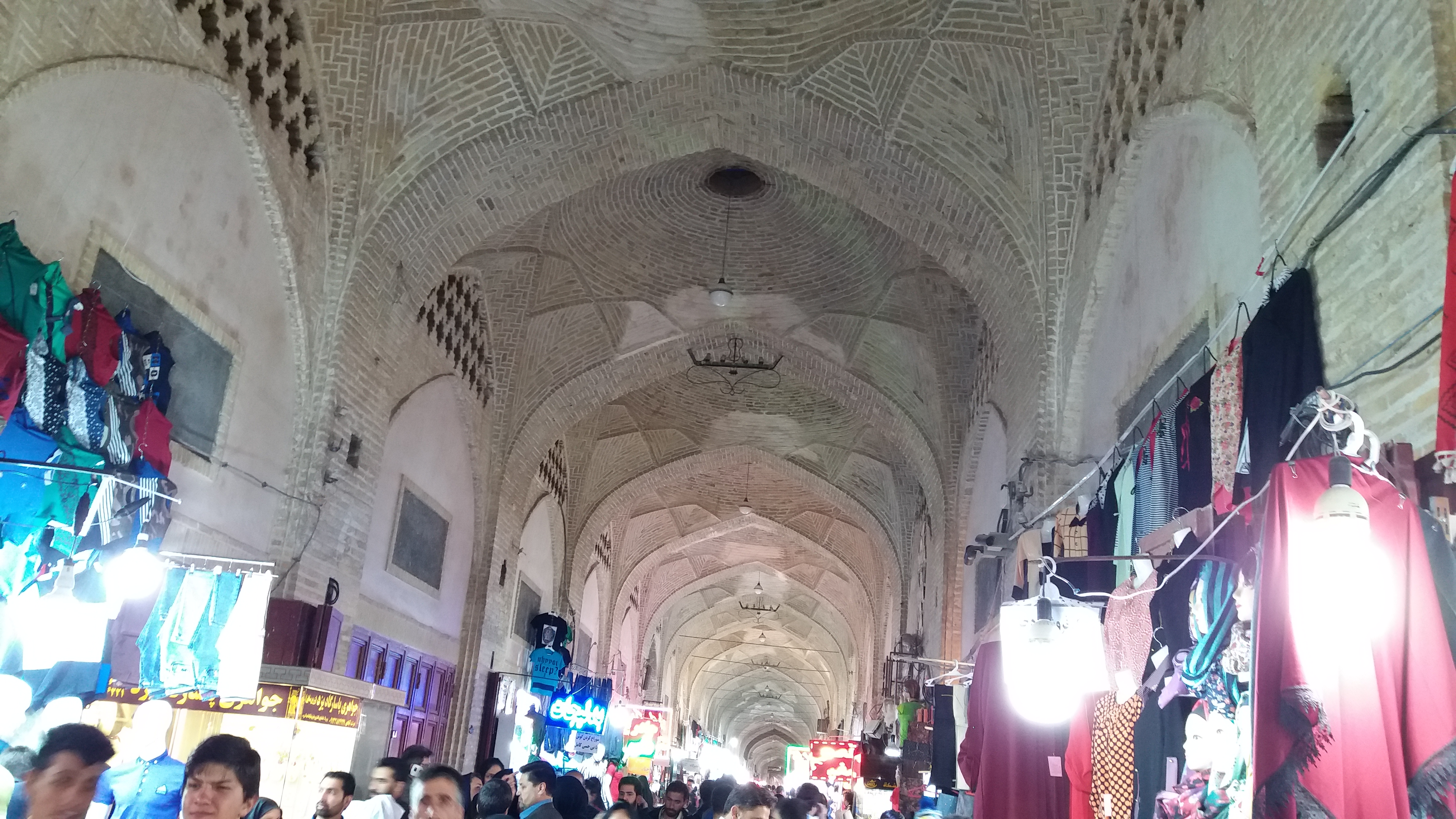
بازار کرمان
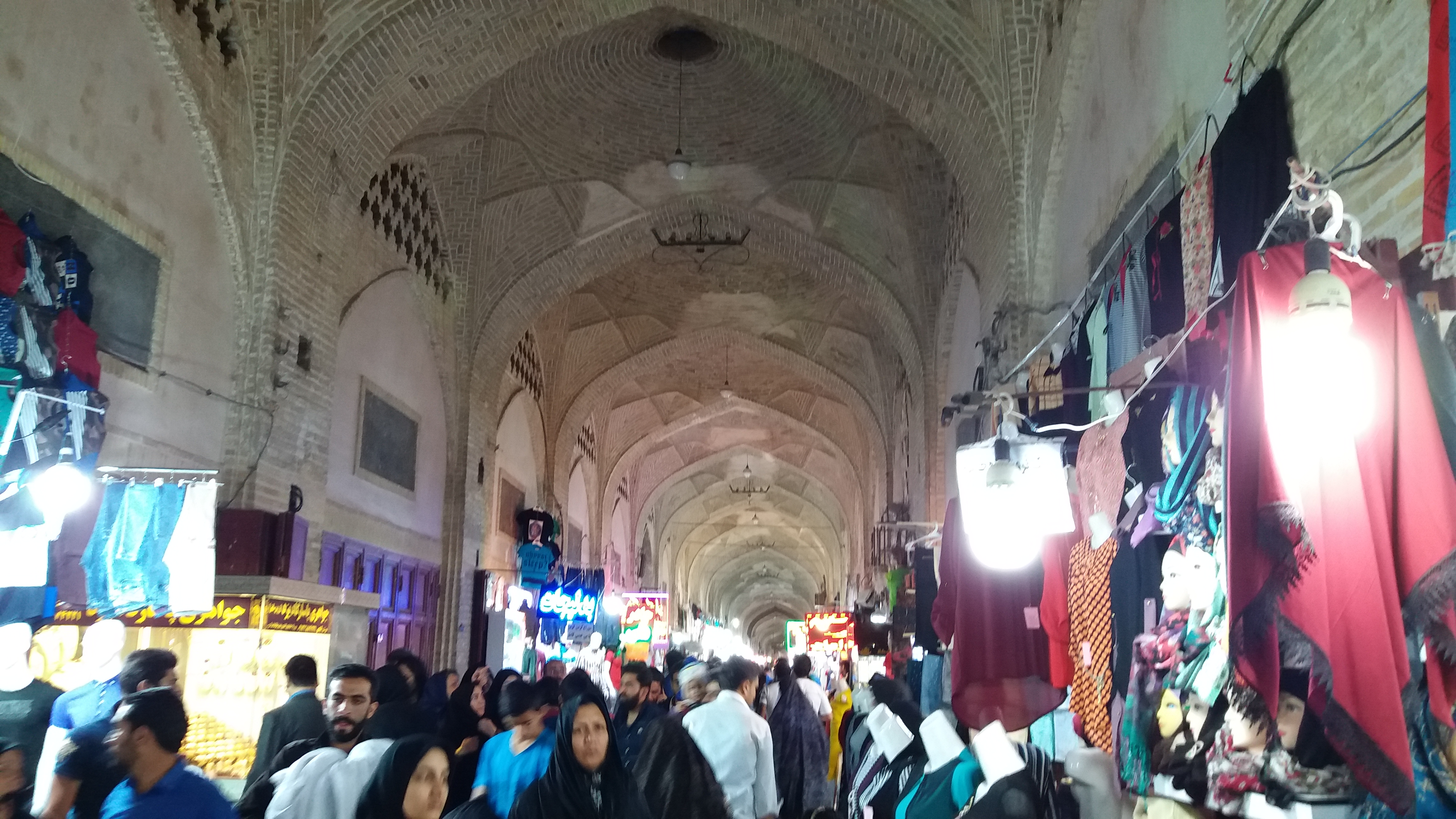
بازار کرمان
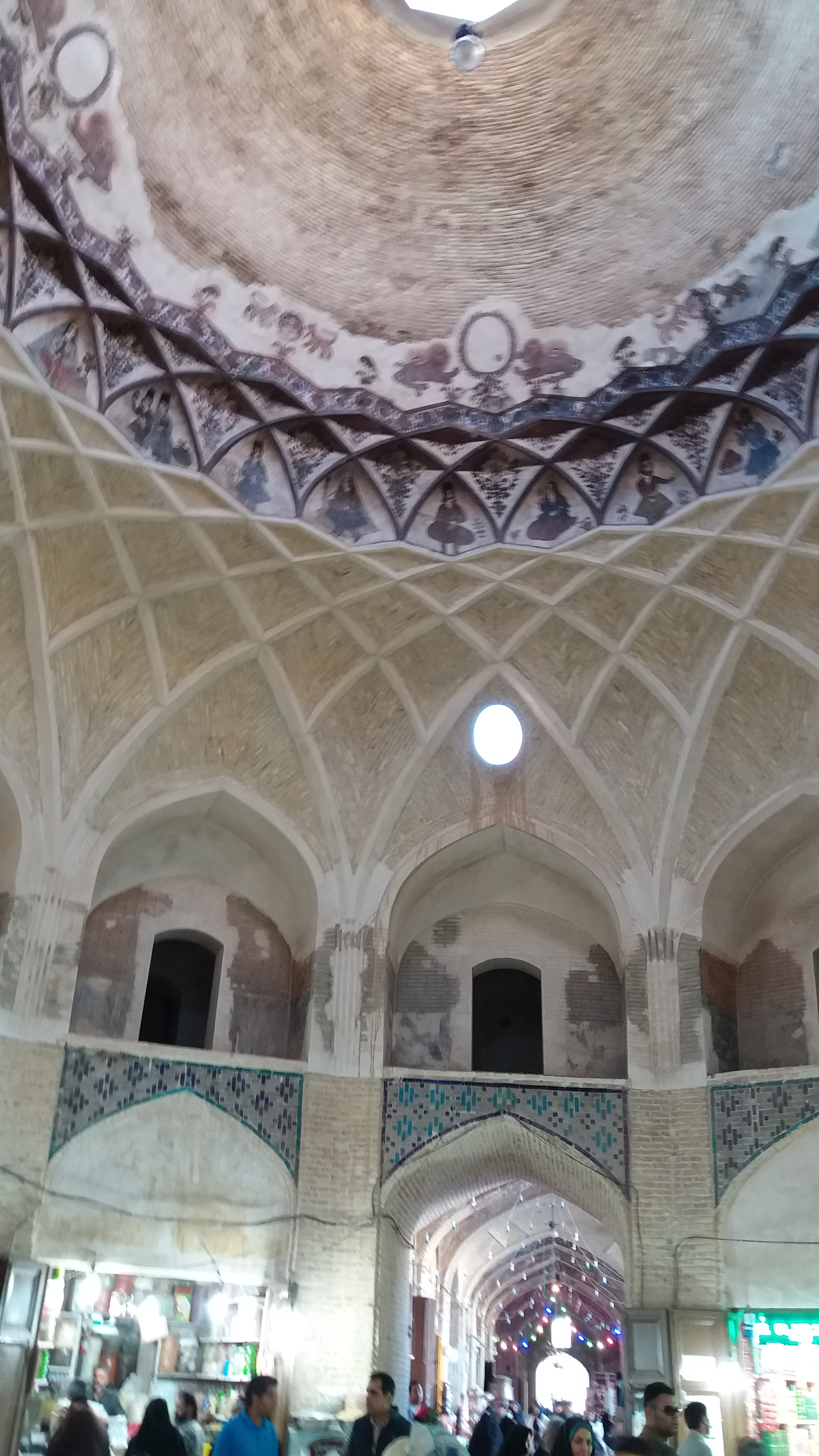
بازار کرمان (چهار سوق)
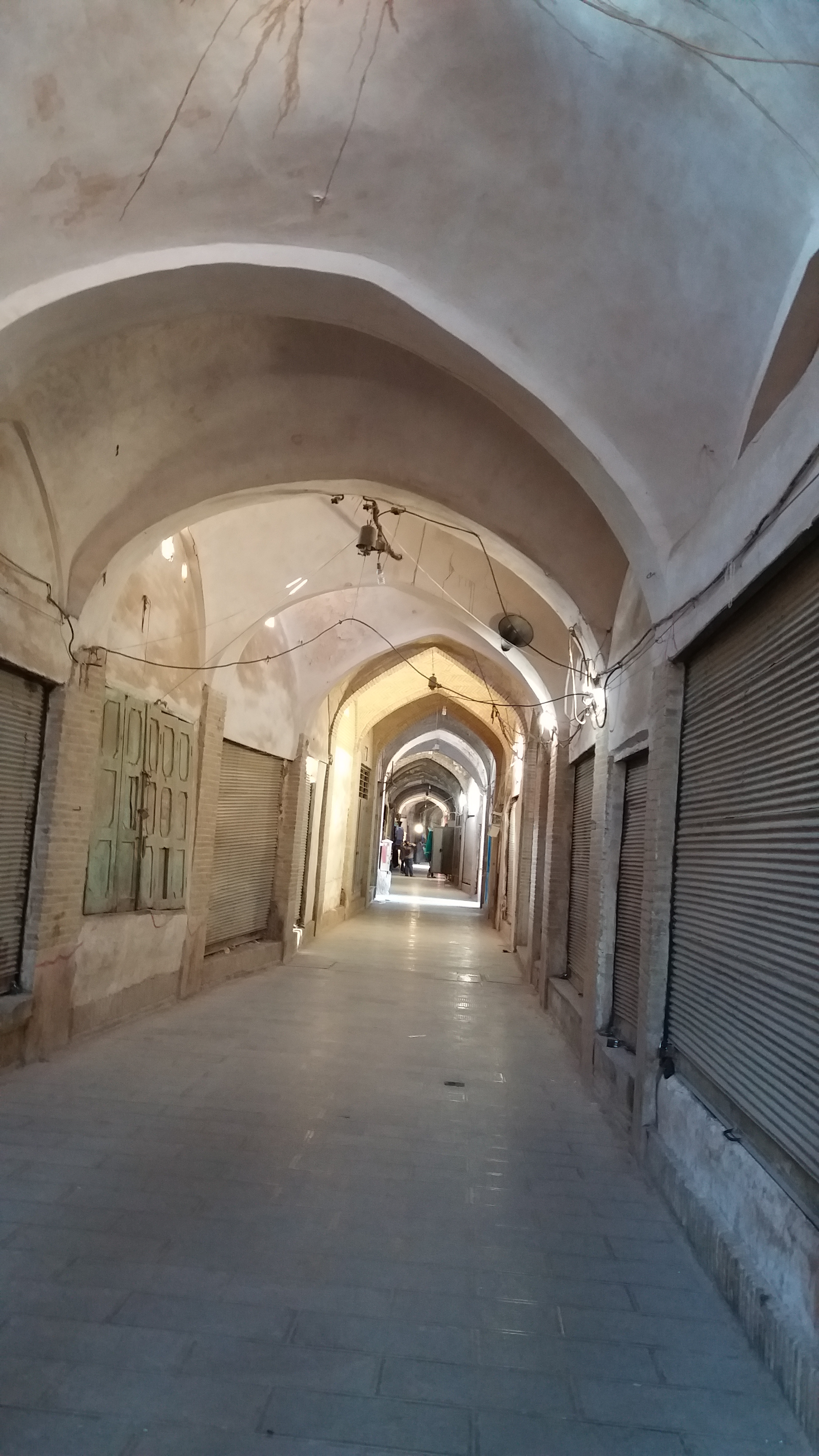
بازار کرمان (بازار قلعه)
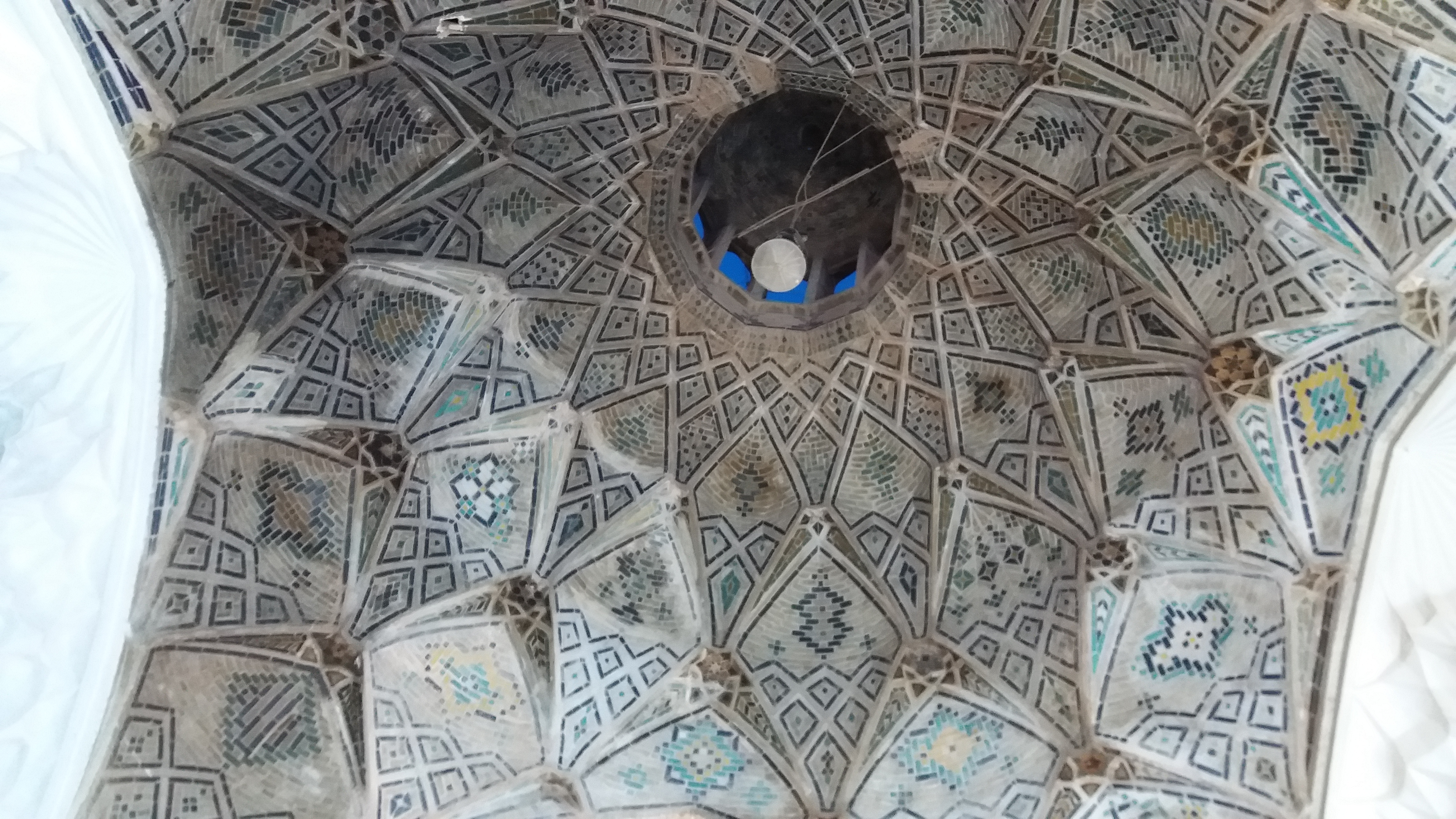
بازار کرمان (بازار وکیل)
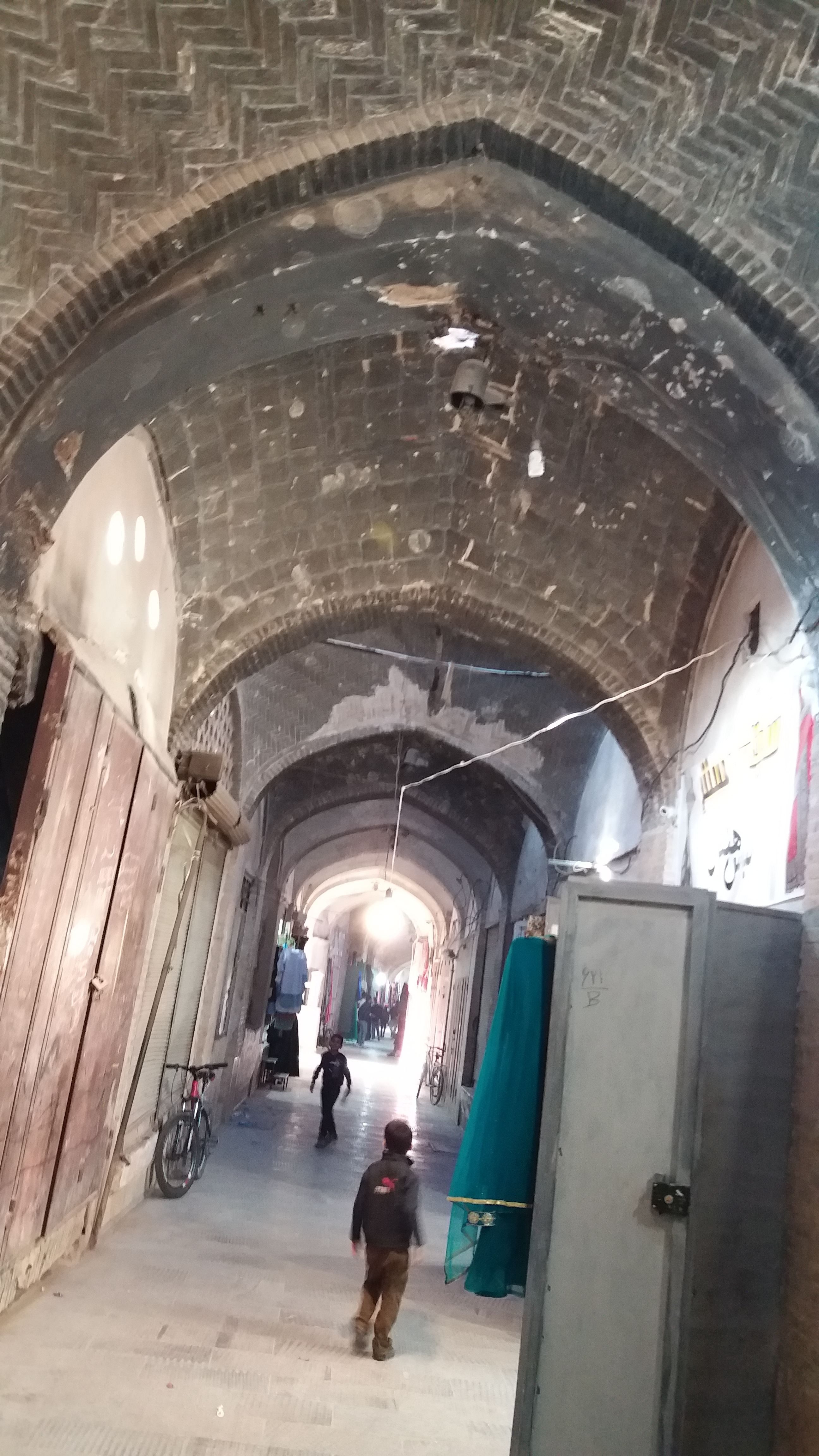
بازار کرمان (بازار قلعه)
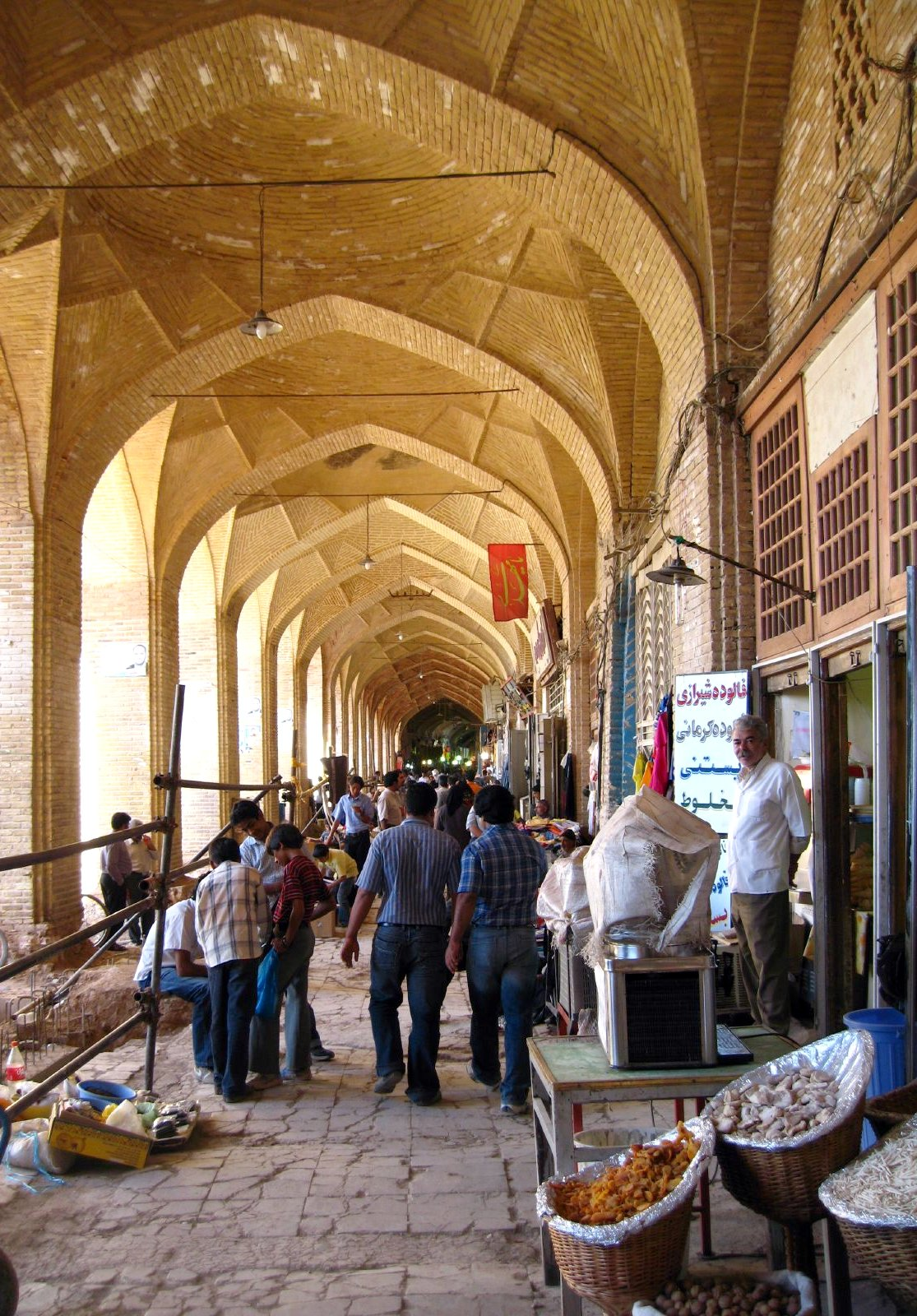
بازار کرمان (بازار گنجعلیخان)
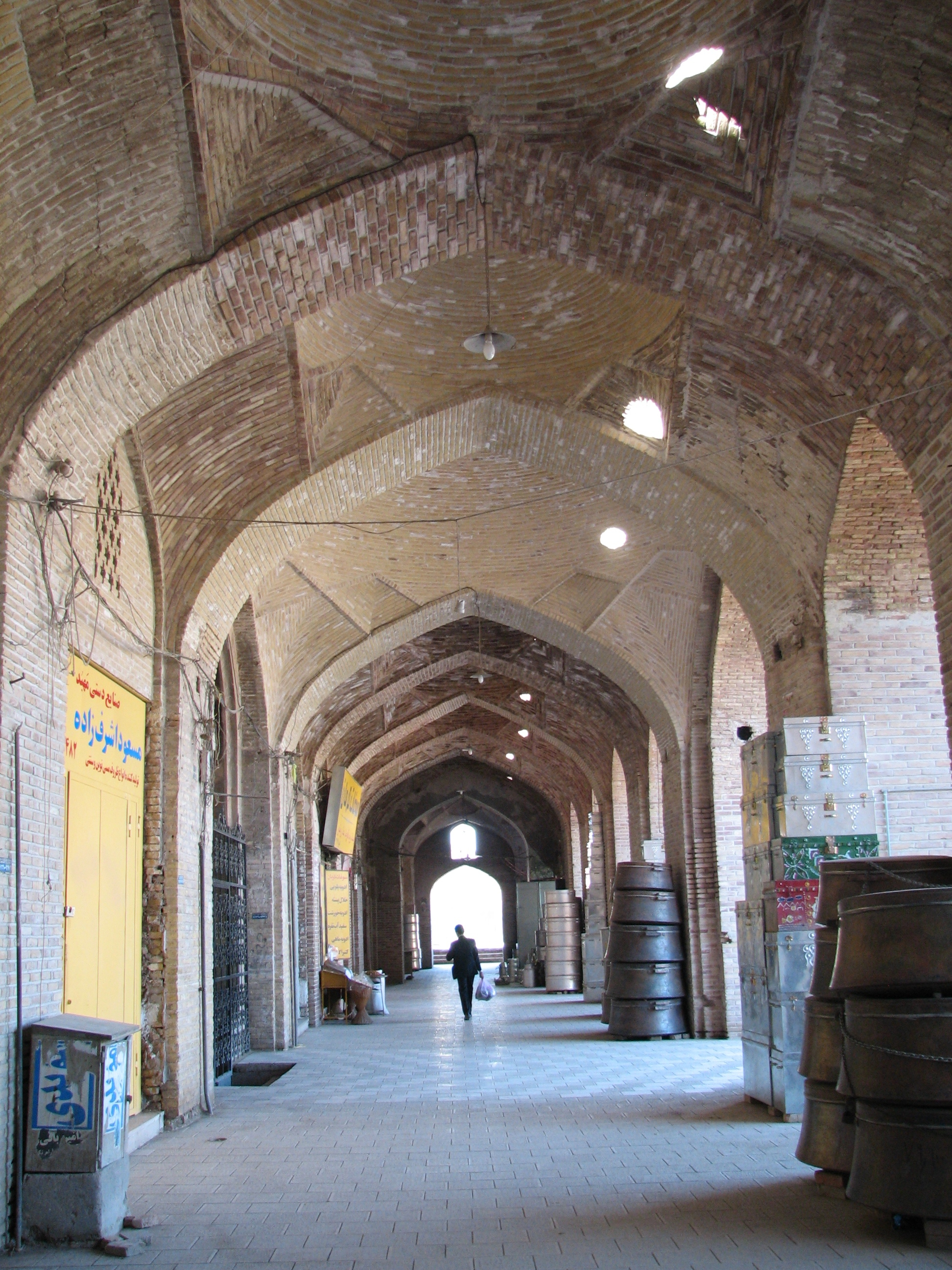
بازار کرمان (بازار مسگری)
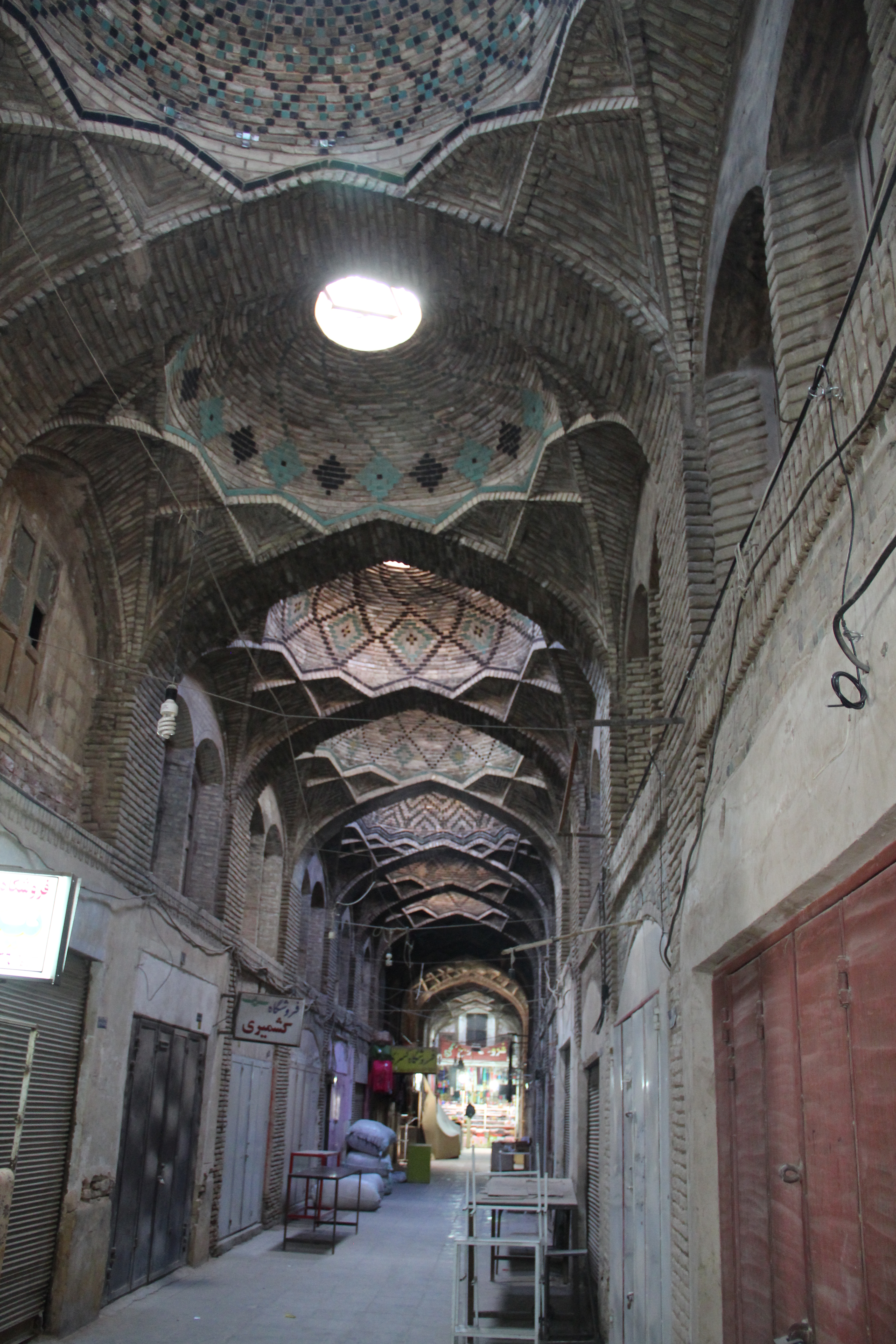
بازار کرمان (بازار سردار)
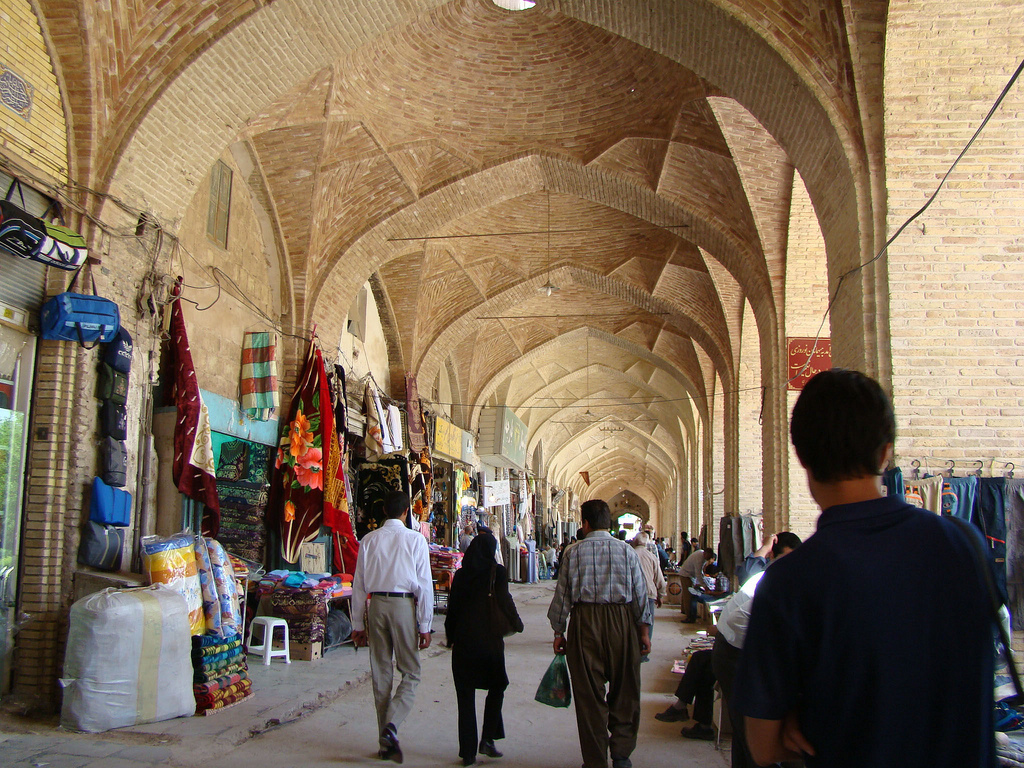
بازار کرمان (بازار گنجعلیخان)
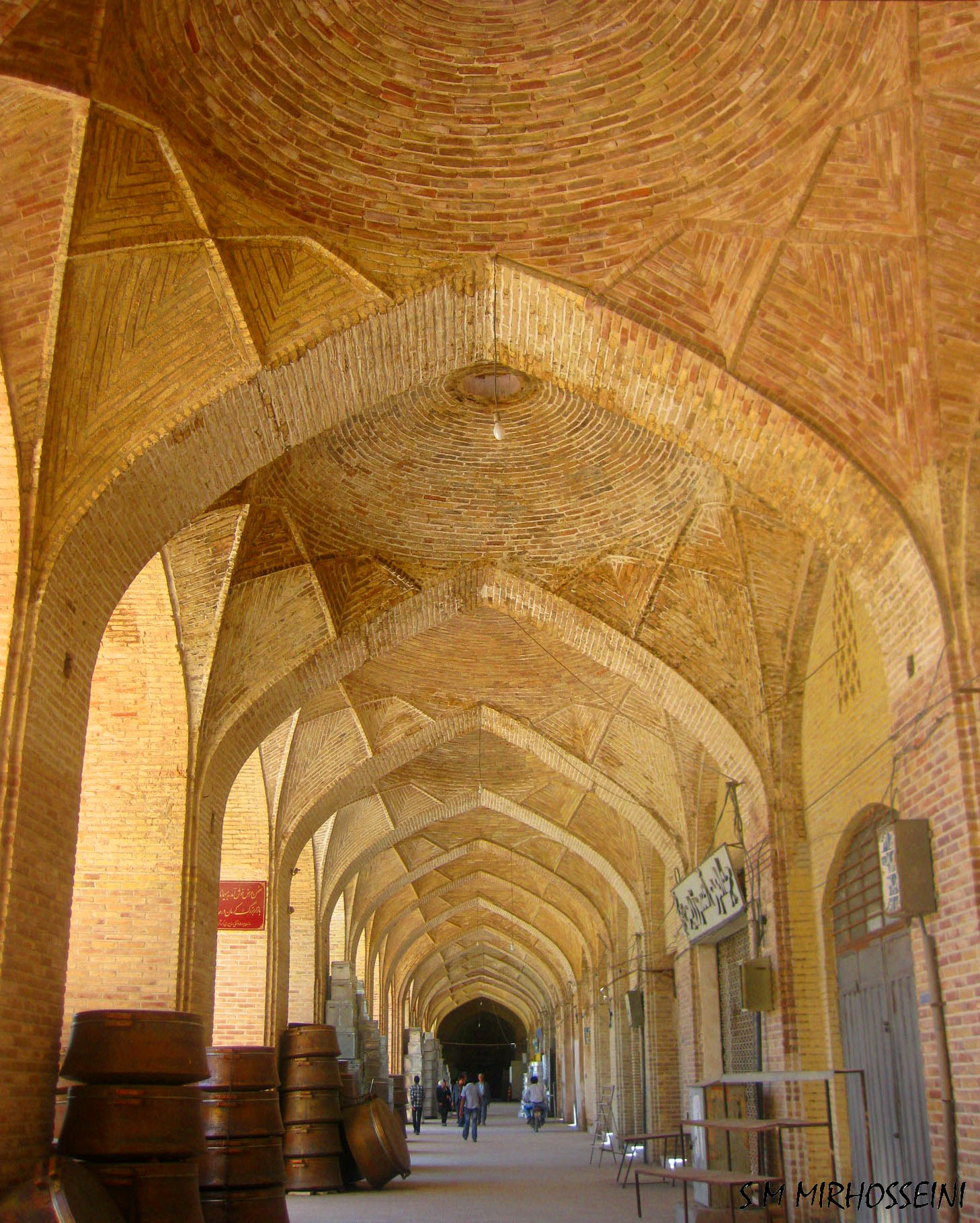
بازار کرمان (بازار مسگری)
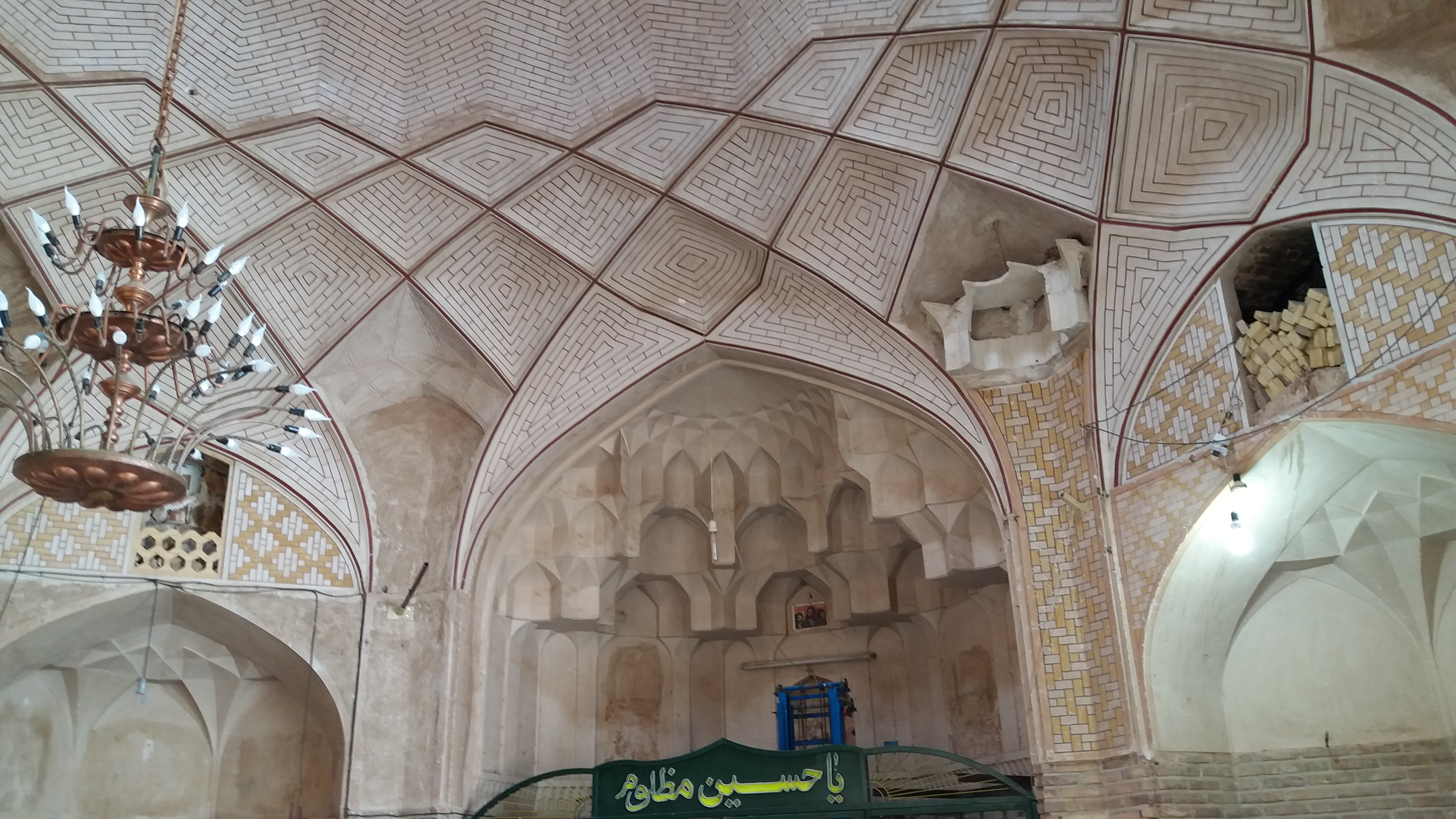
بازار مسگری
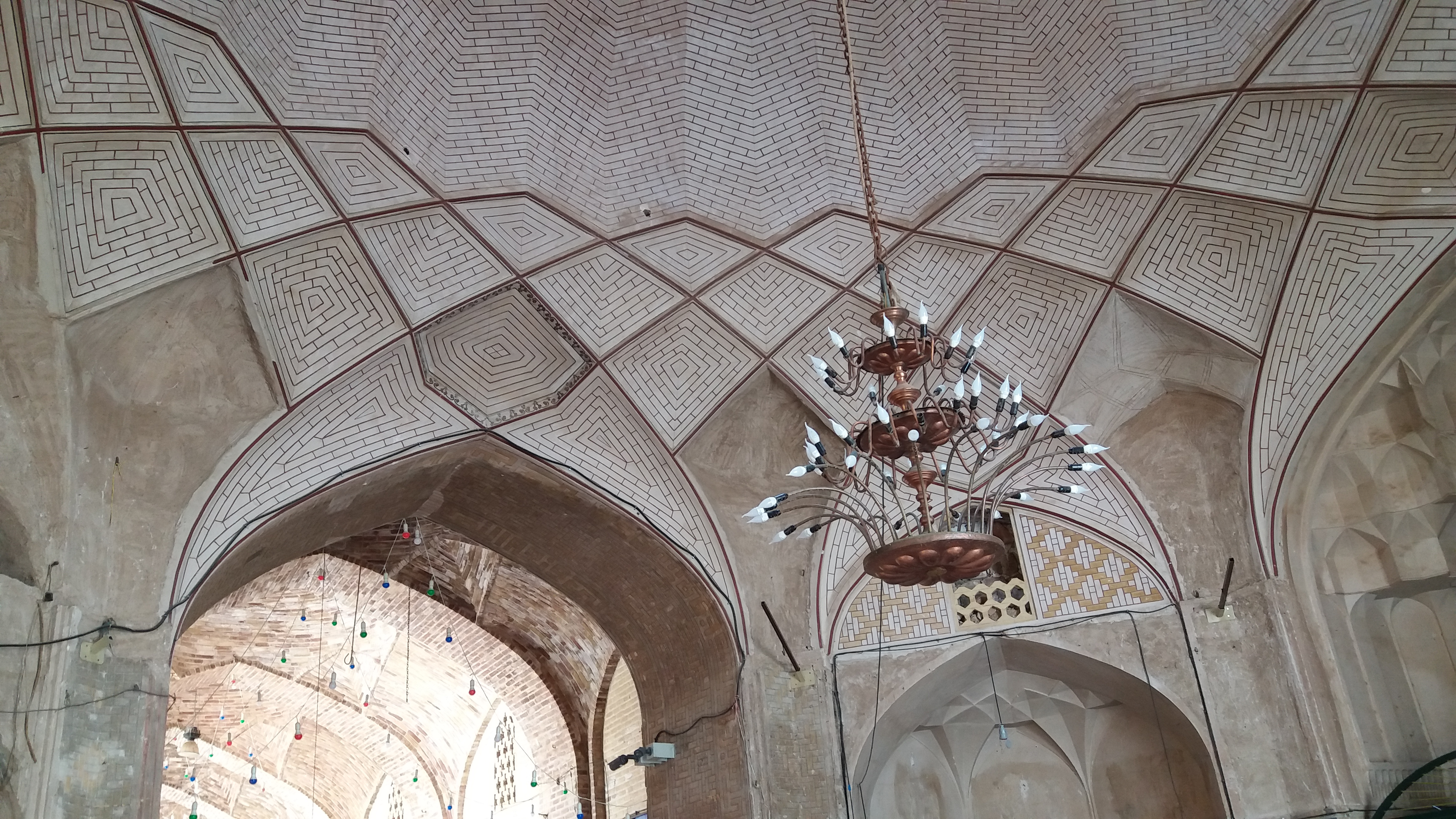
بازار مسگری
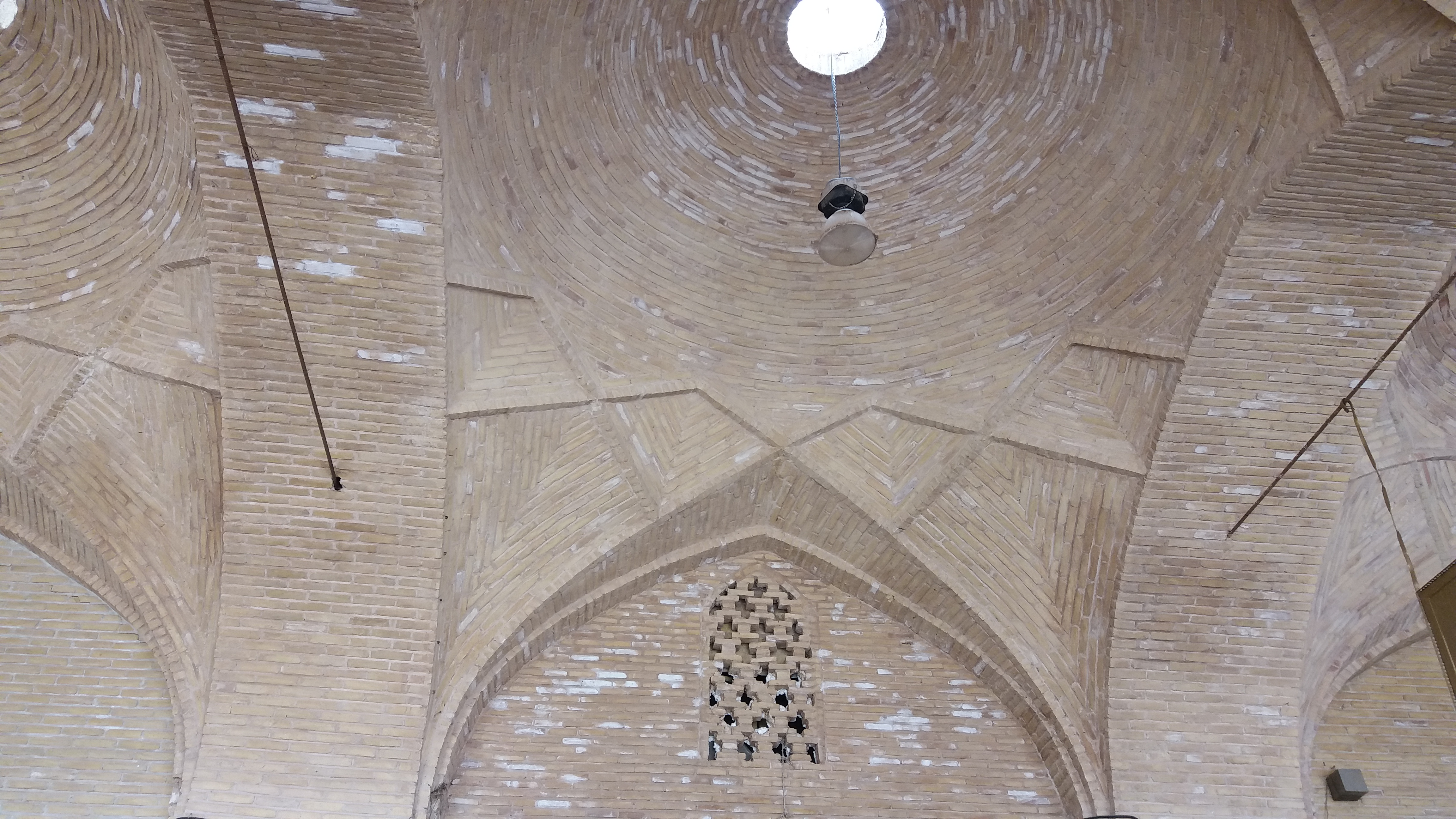
بازار گنجعلیخان
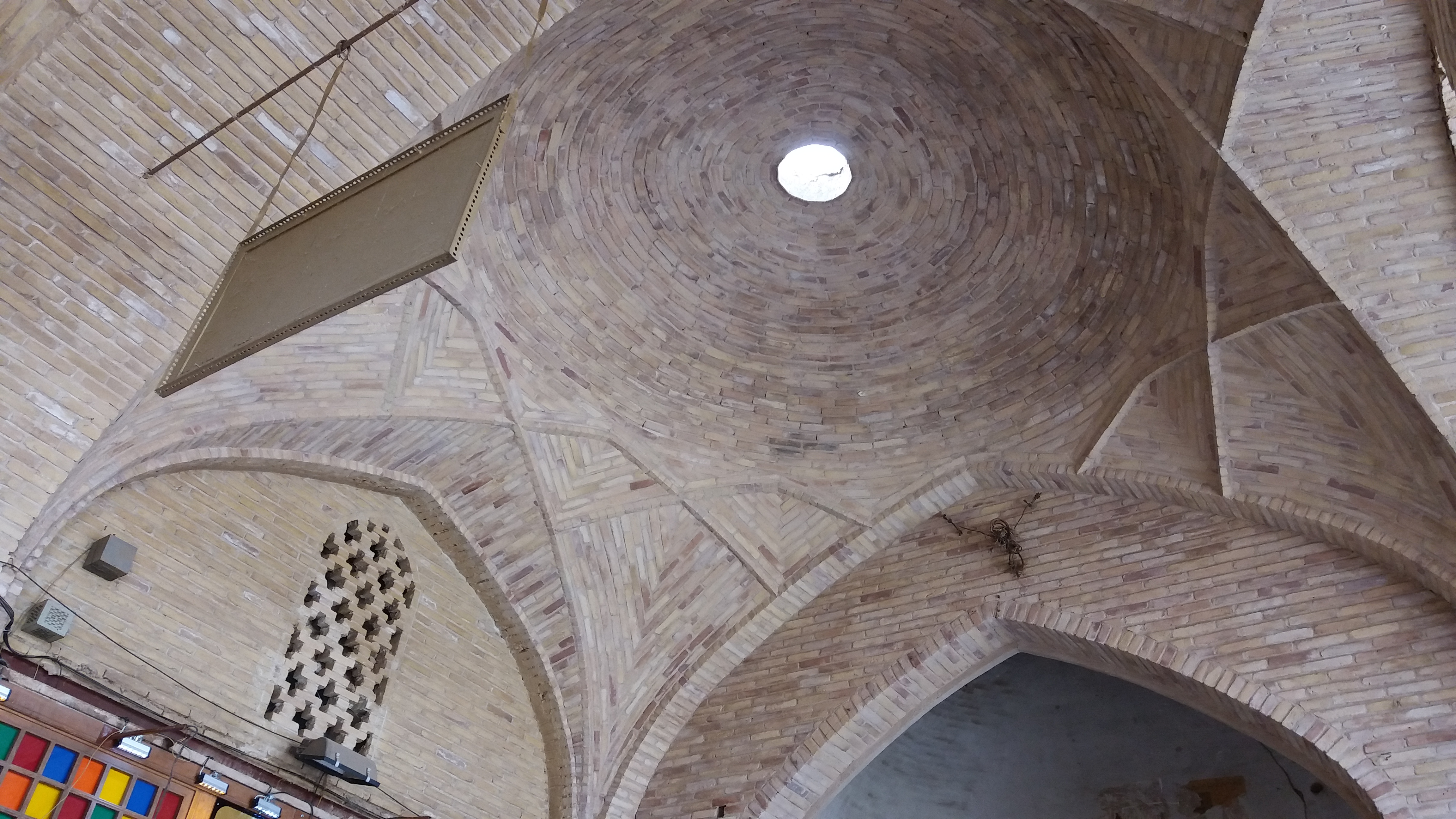
بازار گنجعلیخان
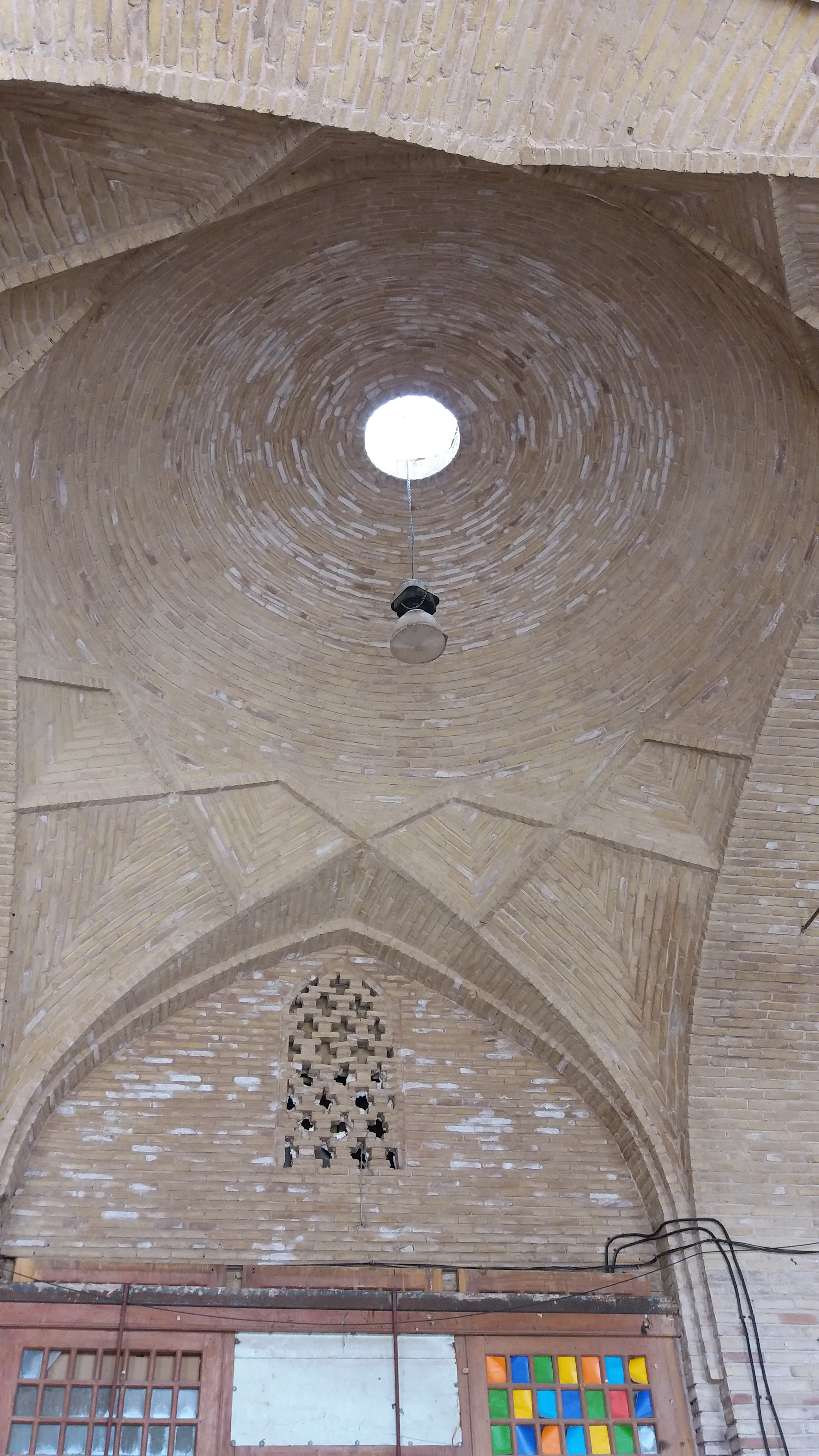
بازار گنجعلیخان
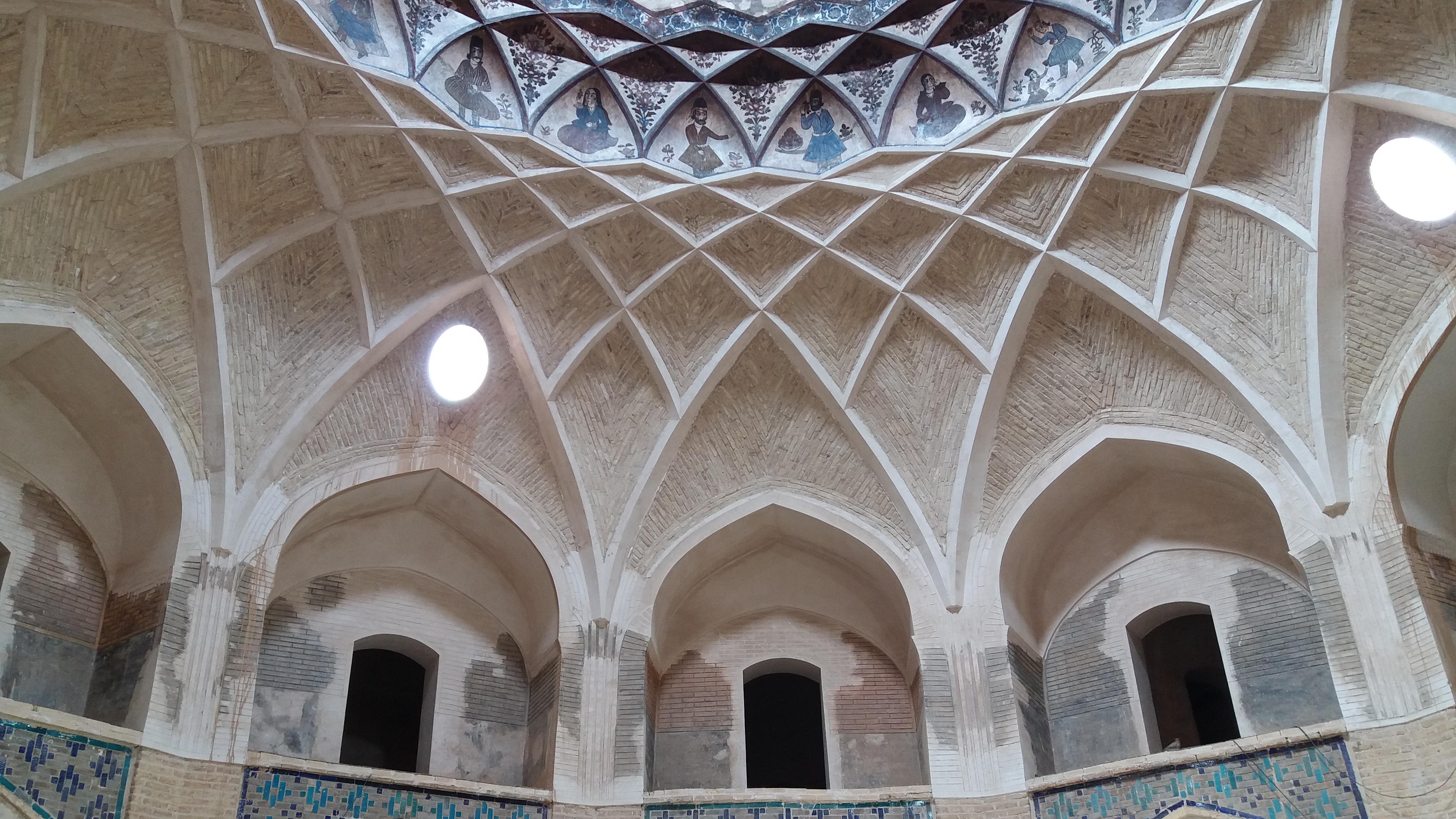
چهارسوق
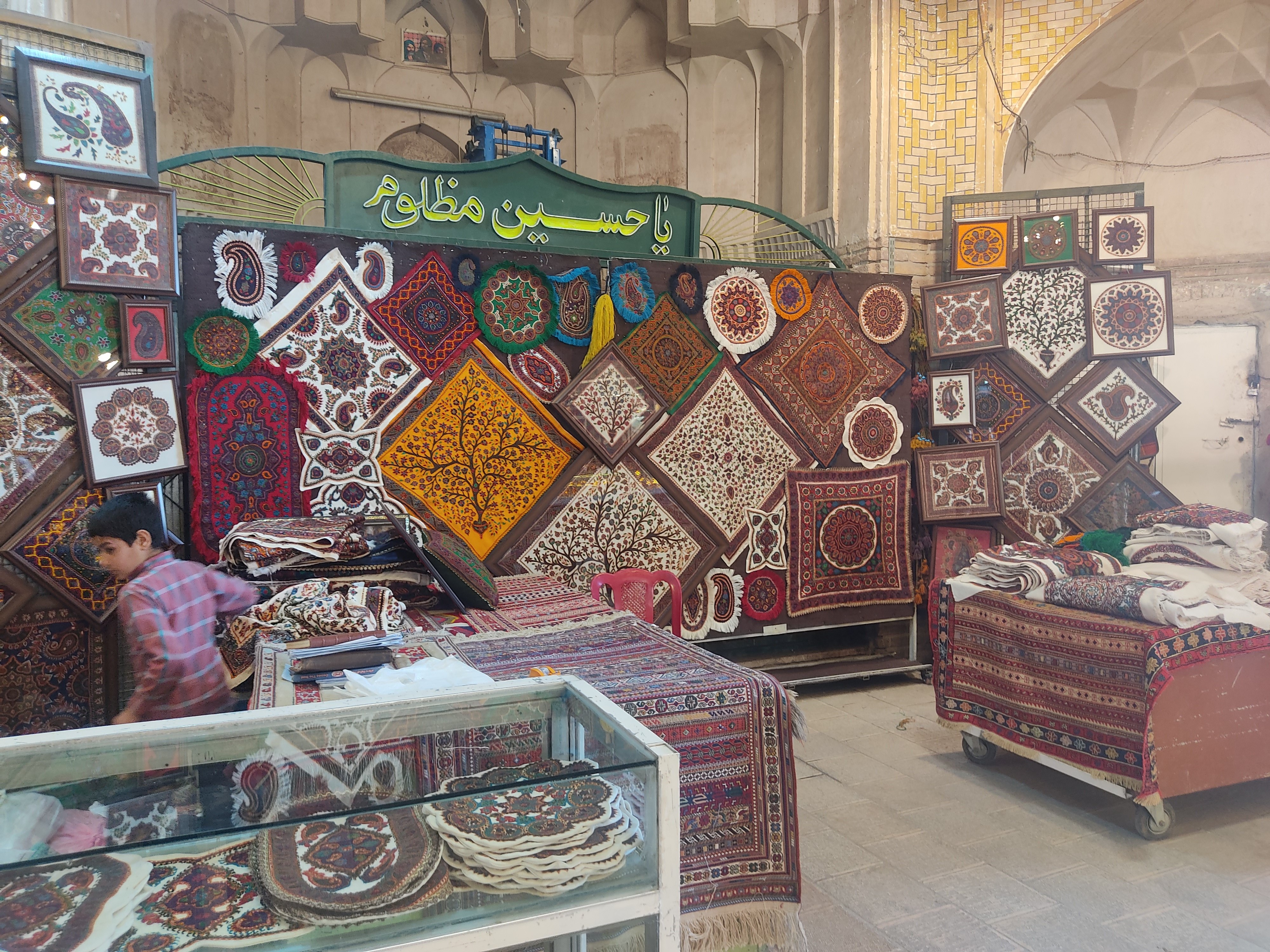
مغازه صنایع دستی در بازار کرمان
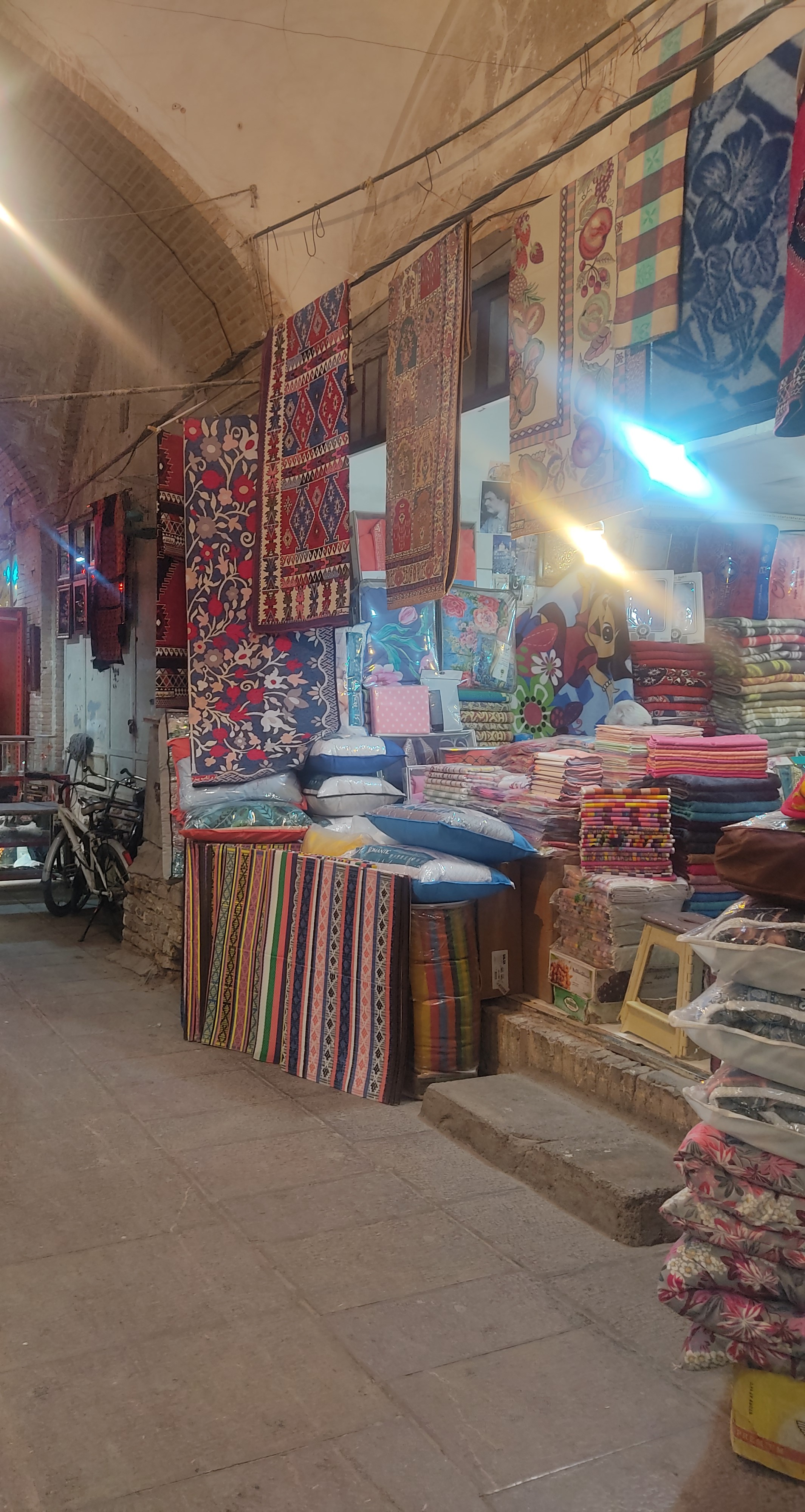
مغازه صنایع دستی در بازار کرمان
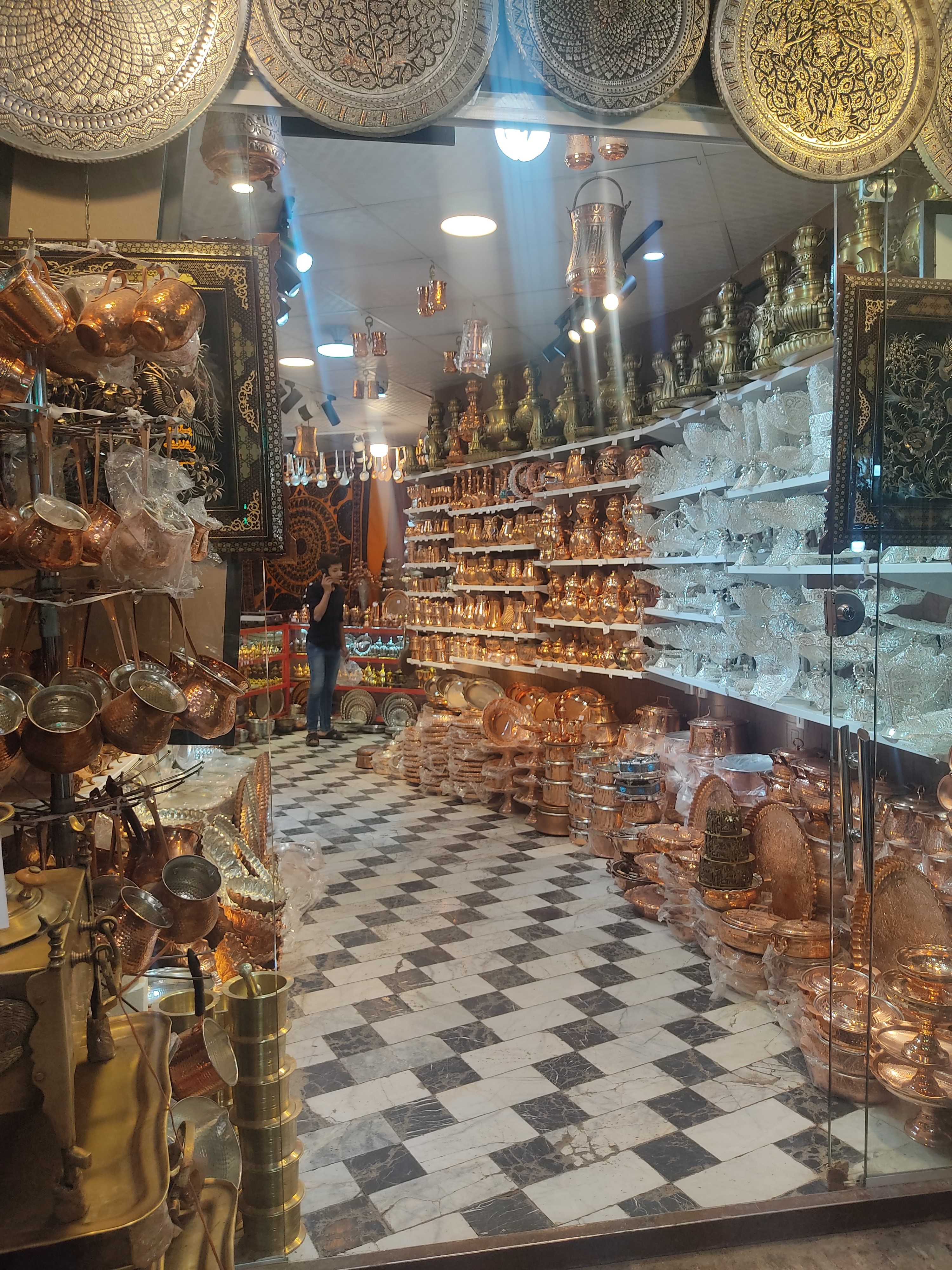
مغازه ظروف مسی در بازار کرمان